# War Paint (1926)
War Paint is een Amerikaanse western uit 1926 onder regie van W.S. Van Dyke. Destijds werd de film in Nederland uitgebracht onder de titel Op het oorlogspad. De film is wellicht zoekgeraakt.

## Verhaal
Het opperhoofd van een indianenstam is ontevreden over het leven in het reservaat. Hij ontsnapt met enkele krijgers. Luitenant Tim Harshall van de cavalerie wordt eropuit gestuurd met zijn detachement om de indianen weer te vangen.

## Rolverdeling
| Acteur            | Personage      |
| ----------------- | -------------- |
| Tim McCoy         | Tim Marshall   |
| Pauline Starke    | Polly Hopkins  |
| Charles K. French | Majoor Hopkins |
| Chief Yowlachie   | IJzeroog       |
| Whitehorse        | Witte Havik    |
| Karl Dane         | Petersen       |